# Божан Ангелов
Божан Ангелов е български литературен критик, историк и културен деец.

## Биография
Роден е на 1 ноември 1873 г. в Русе. Завършва славянска филология (1891 – 1894) в Софийския университет, учителства в Свищов, Русе, Видин и София. През 1908-1909 г. е главен инспектор по български език в Министерство на народната просвета. Директор на Народния театър (1909 – 1911; 1918 – 1920) и на Народната библиотека (1923 – 1928). Умира на 2 юли 1958 г. в София.
Трудовете му включват ценни материали и наблюдения за литературното развитие. Пише статии по българска литература. Прави изследвания върху народното творчество.

## Памет
В София на негово име е кръстена улица в квартал „Младост 4“ (Карта).